# 罗萨莉娅·德·卡斯特罗
罗萨莉娅·德·卡斯特罗（加利西亚语：María Rosalía Rita de Castro，加利西亚语读音：[rosaˈli.a ðe ˈkastɾo]）（1837年—1885年），加利西亚浪漫主义作家与诗人。她被视为加利西亚浪漫主义的重要人物。她的诗特点是怀旧和惆怅。